# Elektromis
Elektromis – poznański holding zajmujący się handlem hurtowym, sprzedany w 1995 r. firmie Jerónimo Martins.
Przedsiębiorstwo zostało założone w roku 1987 przez Mariusza Świtalskiego. Pierwsze hurtownie rozpoczęły działalność w 1990 r. W krótkim czasie Elektromis, przekształcony w sieć hurtowni Elektromis, został największą siecią hurtowni w Polsce.
W latach 1994–2002 trwał proces sądowy w sprawie oszustw celnych i nielegalnego obrotu gospodarczego w Elektromisie, zakończony skazaniem czterech spośród trzynastu oskarżonych.